# Wedro
Das Wedro (russisch Ведро, litauisch Kibiras, deutsch Eimer) war ein russisches Volumen- und Getreidemaß und entsprach dem Maß Eimer. Das Maß hatte regional kleine Unterschiede. Bekannt ist das Maß bereits seit dem Jahr 1280.
- 1 Wedro = 4 Tschetwerka = 8 Kruschka/Osmuschki (Krug) = 640 Pariser Kubikzoll = 12,7 Liter
- 40 Wedro = 1 Botschka (Faß)

Sorokowoi war eine andere Bezeichnung für die Botschka zu 40 Wedro für Flüssigkeiten.
- 3 Wedro = 1 Anker[2]
- 1 Wedro = 10 Stoof (alt 8 Stoof)

Eine alte Maßbeziehung war
- 1 Wedro = 2 Halbwedro = 8 Stoof = 16 Kruschka = 621 Pariser Kubikzoll